# António Leitão Amaro
António Egrejas Leitão Amaro (ur. 2 kwietnia 1980 w m. Tondela) – portugalski polityk, prawnik i nauczyciel akademicki, poseł do Zgromadzenia Republiki, sekretarz stanu w latach 2013–2015, od 2024 minister ds. prezydium rządu.

## Życiorys
Absolwent prawa na Uniwersytecie Lizbońskim (2003). W 2008 uzyskał magisterium w Harvard Law School w ramach Uniwersytetu Harvarda. Pracował jako prawnik i doradca biznesowy. Został nauczycielem akademickim m.in. na Uniwersytecie Lizbońskim.
Zaangażował się w działalność polityczną w ramach Partii Socjaldemokratycznej. W latach 2008–2010 był sekretarzem generalnym jej organizacji młodzieżowej JSD. W 2009, 2011 i 2015 wybierany na posła do Zgromadzenia Republiki. W latach 2013–2015 pełnił funkcję sekretarza stanu do spraw administracji lokalnej w rządzie, którym kierował Pedro Passos Coelho. Powrócił później do działalności naukowej, był m.in. stypendystą German Marshall Fund. Objął funkcję przewodniczącego zgromadzenia miejskiego swojej rodzinnej miejscowości. W 2022 został wiceprzewodniczącym PSD. W wyniku wyborów w 2024 powrócił do portugalskiego parlamentu (reelekcja w 2025).
W kwietniu 2024 objął stanowisko ministra ds. prezydium rządu w gabinecie Luísa Montenegra. Pozostał na tej funkcji również w utworzonym w czerwcu 2025 drugim gabinecie lidera PSD.